# 山長
山長，又稱院長、山主、洞主、主洞、掌教等，古代書院的負責人，主持教學與行政，類似今日文學院院長。

## 沿革
山長之名始於五代，五代時蔣維東隱居衡嶽，受業者號曰山長，書院歷任山長大多是德高望重，如王守仁、吳道行、王闓運、黃彭年、吳汝綸、王韜均都曾當過山長，乾隆三十年（1765年）諭令改稱院長。但一般仍習稱山長，丘逢甲也曾為崇文書院之山長。